# Мешены (Леовский район)
Мешены, Мешень (рум. Meșeni) — село в Леовском районе Молдовы. Входит в состав города Яргара.

## География
Село расположено на высоте 142 метра над уровнем моря.

## Население
По данным переписи населения 2004 года, в селе Мешень проживает 62 человека (36 мужчин, 26 женщин).
Этнический состав села:
| Национальность | Число жителей | Процентный состав |
| -------------- | ------------- | ----------------- |
| молдаване      | 40            | 64,52             |
| гагаузы        | 12            | 19,35             |
| русские        | 4             | 6,45              |
| украинцы       | 3             | 4,84              |
| болгары        | 2             | 3,23              |
| прочие         | 1             | 1,61              |
| Всего          | 62            | 100 %             |